# كروماك
كروماك هي بلدية في مقاطعة فيين العليا في منطقة أقطانية الجديدة غرب فرنسا.